# Margaret Leigh
Margaret Elizabeth Leigh, contessa di Jersey (29 ottobre 1849 – 22 maggio 1945), è stata una nobildonna e scrittrice inglese.

## Biografia
Margaret era la figlia di William Leigh, II barone Leigh, e di sua moglie, Caroline Amelia Grosvenor, figlia di Richard Grosvenor, II marchese di Westminster.

## Matrimonio
Sposò, il 19 settembre 1872, Victor Child Villiers, VII conte di Jersey (20 marzo 1845–31 maggio 1915), figlio di George Child Villiers, VI conte di Jersey. Ebbero sei figli:
- George Child-Villiers, VIII conte di Jersey (1873-1923);
- Lady Margaret Child Villiers (1874-1874);
- Lady Margaret Child Villiers (1875-1959), sposò Walter Rice, VII barone Dynevor, ebbero quattro figli;
- Lady Mary Julia Child Villiers (1877-1933), sposò Thomas Pakenham, V conte di Longford, ebbero sei figli;
- Lady Beatrice Child Villiers (1880-1970), sposò Edward Plunkett, XVII barone di Dunsany, ebbero un figlio;
- Lord Arthur George Child Villiers (1883-1969)[1].

## Scrittrice
Fu la presidente fondatrice (1901-14) della Victoria League ed era conosciuta come oppositrice del suffragio femminile. È autrice di articoli di viaggio, giochi per bambini, poesie e canzoni. Nel 1871 la Religious Tract Society pubblicò una piccola raccolta dei suoi inni e poesie sotto il titolo Hymns and Poems for Very Little Children. Una seconda serie con lo stesso titolo apparve nel 1875. Sei di questi inni sono inclusi nell'innario della scuola di WR Stevenson nel 1880. Alcuni di questi elementi sono inclusi nella Voice of Prayer (London SS of Union) e in altre raccolte.
Nel 1920 pubblicò A Brief History of Osterly Park e nel 1922 Fifty-one Years of a Victorian Life
Nel 1903 pose la prima pietra della Brentford Library e cinque anni dopo aprì ufficialmente le porte della Hove Library.

## Morte
Lord Jersey morì a Osterley Park il 31 maggio 1915. Margaret sopravvisse al marito per più di 30 anni e morì a Middleton Parl, il 22 maggio 1945, all'età di 95 anni.